# Фролов, Михаил Михайлович
Михаил Михайлович Фролов (29 октября 1853 — ?)  — генерал-лейтенант Российской императорской армии. Участник русско-турецкой войны 1877—1878 годов и Первой мировой войны. Кавалер восьми орденов.

## Биография
Родился 29 октября 1853 года. По вероисповеданию — православный. Окончил Симбирскую военную гимназию. 
В императорской армии с 11 августа 1871 года. Окончил 3-е военное Александровское училище и Михайловское артиллерийское училище. 7 августа 1874 года получил чин подпоручика. Служил в Кавказской гренадерской артиллерийской бригаде. 7 декабря 1876 года получил чин поручика. Участвовал в русско-турецкой войне 1877—1878 годов, во время которой был контужен. 13 июля 1894 года получил чин капитана. 5 февраля 1894 года получил чин подполковника. Окончил Офицерскую артиллерийскую школу, с пометкой «успешно». С 5 февраля по 30 октября 1894 года был командиром 3-й батареи Туркестанской артиллерийской бригады. С 30 октября 1894 года по 27 января 1901 года был командиром 5-й батареи Кавказской гренадерской артиллерийской бригады. 27 января 1901 года получил чин полковника. С 27 января по 15 декабря 1901 года был командиром 1-го дивизиона 3-й резервной артиллерийской бригады. С 15 декабря 1901 года по 19 июля 1907 года был командиром 1-го дивизиона 39-й артиллерийской бригады. 19 июля 1907 года получил чин генерал-майора, с формулировкой «за отличие». С 19 июля 1907 года по 11 января 1913 года был командиром 20-й артиллерийской бригады. 14 апреля 1913 года получил чин генерал-лейтенанта. С 11 января 1913 года по 19 февраля 1917 года был инспектором (до июля 1910 года эта должность называлась "начальник") артиллерии 11-го армейского корпуса. Участвовал в Первой мировой войне. Отчислен от должности за болезнью.

## Награды
- Орден Святого Владимира 2-й степени с мечами (9 апреля 1915)[2];
- Орден Святого Владимира 3-й степени (1904)[2];
- Орден Святого Владимира 4-й степени (1885)
- Орден Белого орла с мечами (9 апреля 1915)[2];
- Орден Святой Анны 1-й степени с мечами (2 января 1915)
- Орден Святой Анны 2-й степени с мечами (1878)[2];
- Орден Святого Станислава 1-й степени (1911)[2];
- Орден Святого Станислава 2-й степени с мечами (1877)[2];
- Орден Святого Станислава 3-й степени с мечами и бантом (1877)[2].